# Ctenocompa punctata
Ctenocompa punctata är en fjärilsart som beskrevs av Herrich-Schäffer 1855. Ctenocompa punctata ingår i släktet Ctenocompa och familjen säckspinnare. Inga underarter finns listade i Catalogue of Life.